# Minipera pedunculata
Minipera pedunculata är en sjöpungsart som beskrevs av Monniot 1974. Minipera pedunculata ingår i släktet Minipera och familjen kulsjöpungar. Inga underarter finns listade i Catalogue of Life.